# GNOME SoundConverter
GNOME SoundConverter是以非官方GNOME為基礎的自由開源數位音訊轉碼軟體。它使用GStreamer來輸入與輸出檔案，可支援多執行緒也可以從影像檔案取出音訊資料。自多年前起早就支援很多Linux发行版的软件存储库包含Debian、Fedora Linux、openSUSE、Ubuntu、Gentoo以及Arch Linux。

## 功能
- 以自訂或預先定義模式為基礎來變更檔案名稱
- 根據標籤或路徑來建立資料夾
- 允許刪除來源檔案
- 調整比特率
- 從來源檔案匯入所有元数据包含圖片
- 采样率可支援8kHz到128kHz
- 支援單聲道輸出

### 支援性
| 格式 | 來源輸入 | 輸出存檔 | 說明                |
| ---- | -------- | -------- | ------------------- |
| AAC  | 是       | 否       |                     |
| AC3  | 是       | 否       |                     |
| FLAC | 是       | 是       |                     |
| M4A  | 是       | 是       |                     |
| MP3  | 是       | 是       | VBR ABR CBR         |
| OGA  | 是       | 否       |                     |
| OGG  | 是       | 是       |                     |
| OPUS | 是       | 是       |                     |
| WAV  | 是       | 是       | 8位元 16位元 32位元 |

## 註解
1. ↑  拉斯·爾詹尼厄斯（芬蘭語：Lars Wirzenius）
2. ↑  高提耶·波爾泰（法語：Gautier Portet）

## 外部連結
- 官方网站（页面存档备份，存于）（英文）